# Eivind Blehr
 (mars 2017).
Si vous disposez d'ouvrages ou d'articles de référence ou si vous connaissez des sites web de qualité traitant du thème abordé ici, merci de compléter l'article en donnant les références utiles à sa vérifiabilité et en les liant à la section « Notes et références ».
Eivind Sternesen Blehr, né le 20 janvier 1881 à Lærdal et mort le 27 juillet 1957 à Nesøya, est un homme politique norvégien.

## Biographie
Il est le fils d'Otto Blehr, juriste et homme politique, et de son épouse Randi, féministe active au sein de la NKF.
Juriste de formation, Blehr entre au service du ministère des Affaires étrangères en 1905. Après avoir frayé avec le Nasjonal Samling à l'époque de sa création, il rejoint officiellement le parti de Vidkun Quisling en 1941 et entre au Gouvernement national en 1942 comme ministre du Commerce et du Ravitaillement. Il s'oppose fréquemment aux exigences de la puissance occupante, et doit démissionner le 12 juin 1944. Il est condamné à vingt années de travaux forcés en 1946.